# Renaissance sportive de Settat
Maillots
La Renaissance Sportive de Settat (en arabe : نهضة سطات الرياضية), plus couramment abrégé en RS Settat, est un club sportif omnisports marocain fondé en 1930 sous le nom de l'Association Sportive de Settat dont sa section de football a été créée le 20 septembre 1946. Il est basé dans la ville de Settat. Il évolue en première classe amateur du championnat marocaine.
Le meilleur buteur de toute l'histoire du club est Yassine Samadi

## Histoire
La Renaissance Sportive de Settat désigne à la fois un club emblématique et, plus largement, une période de renouveau sportif qui a profondément marqué la ville.

### Origines et Fondation
Création dans l’après-indépendance :
Le club voit le jour dans un contexte où de nombreuses villes marocaines cherchaient à redéfinir leur identité post-coloniale. Settat, forte de ses traditions locales, voit émerger un groupe de passionnés désireux d’organiser et de structurer la pratique sportive dans la région. Cette initiative marque le début d’un projet ambitieux pour dynamiser la vie associative et sportive locale.

### Premières Années et Développement
Consolidation dans les années 1950-1960 :
Dès ses débuts, le club s’investit dans la promotion de plusieurs disciplines, en particulier le football qui, comme dans beaucoup de villes marocaines, s’impose rapidement comme le vecteur principal de cohésion sociale. Durant cette période, la création d’infrastructures modestes – terrains de jeu, petites salles polyvalentes – permet d’accueillir des compétitions régionales et d’instaurer une culture sportive locale.
Un catalyseur pour la jeunesse :
L’ouverture du club aux jeunes talents locaux favorise la mise en place d’un système de formation. Cette politique contribue à la détection de futurs sportifs de haut niveau, et le club devient ainsi un véritable incubateur de talents.

### La Renaissance dans les Années 1970-1980
Investissement dans les infrastructures et modernisation :
La période des années 1970 à 1980 marque un tournant décisif. Consciente de l’importance de disposer d’installations de qualité, la municipalité et les dirigeants du club collaborent pour moderniser les structures existantes. De nouveaux terrains et équipements permettent d’accroître la pratique sportive à tous les niveaux, favorisant ainsi une montée en puissance dans les compétitions régionales.
Diversification des disciplines :
Si le football reste au cœur de l’activité, d’autres sports – comme l’athlétisme, le basketball et le handball – bénéficient également de cet élan, ce qui enrichit la vie sportive de la ville et offre des opportunités diversifiées aux sportifs locaux.

### L’Ère de la Renaissance (Années 1990 et Début du 21ᵉ Siècle)
Renouveau organisationnel et sportif :
Dans les années 1990, un nouvel élan se fait sentir avec une réorganisation des instances dirigeantes et l’arrivée de stratégies modernes de gestion. La mise en place d’un plan de formation rigoureux et le renforcement des partenariats avec des institutions sportives nationales contribuent à l’amélioration des performances en compétitions.
Reconnaissance régionale et nationale :
Grâce à ce double investissement – sur le terrain et dans la formation – la Renaissance Sportive de Settat parvient à s’imposer sur la scène régionale, puis nationale. Les performances en compétitions, notamment dans le football, permettent au club de se forger une réputation solide et de devenir un modèle pour d’autres structures similaires dans le pays.

### Impact et Héritage
Un moteur de cohésion sociale :
Plus qu’un club, la Renaissance Sportive de Settat devient un véritable symbole du dynamisme et de la modernisation de la ville. Elle participe activement à l’intégration sociale, à la promotion des valeurs d’effort et de solidarité, et contribue à fédérer les habitants autour d’un projet commun.
Perspectives d’avenir :
La continuité de cette dynamique repose sur l’investissement constant dans les jeunes générations et dans l’amélioration des infrastructures. Le club s’efforce de rester à la pointe des innovations sportives, tout en conservant ses valeurs historiques, pour continuer à être le fer de lance du renouveau sportif de Settat.

## Palmarès
Football
| National | International                                           |
| --- | ------------------------------------------------------- |
| - Botola Pro1 (1) : - Champion : 1970/71 - Vice-champion : 1966/67 et 1967/68 - Coupe du Maroc (1) : - Vainqueur : 1968/69 - Finaliste : 1966/67, 1969/70 et 1999/00 - Supercoupe du Maroc (1) : - Vainqueur : 1971 - Finaliste : 1969, 1970 - Botola Pro2 (1) : - Champion : 1998/99 - Botola Amt1 (1) : - Champion : 1938/39 | - Coupe des coupes de l'UMF (1) : - Vainqueur : 1969/70 |

Waterpolo
| National                                  | International |
| ----------------------------------------- | ------------- |
| - Botola D1 (2) : - Champion : 1937, 1940 |               |

## Personnalités du club

### Présidents
- Amrane Guenoun (1946-1953)
- 🇲🇦 Rahal nassiri (2002-2014)

### Anciens joueurs
- Mohamed Amine Benhachem
- Driss Benzekri
- Mounir Diane
- Badr Kachani
- Khalid Raghib
- Said Rokb
- Kacem Slimani
- Hassan Souari